# Olga Álava
Olga Álava (Guayaquil, 14 febbraio 1988) è una modella ecuadoriana, vincitrice del concorso Miss Terra 2011.
È la prima rappresentante dell'Ecuador a vincere il titolo. Prima di lei era riuscita a fare meglio soltanto Jennifer Pazmiño che si era classificata al secondo posto a Miss Terra 2010 che si era tenuto in Vietnam.
Nata a Guayaquil, Olga Álava ha studiato la lingua cinese dopo essere rimasta affascinata dalla cultura orientale, che conosceva per essere stata spesso in Cina per aiutare l'attività dei propri genitori.
Dopo essere stata eletta rappresentante dell'Ecuador per Miss Terra 2011, Olga Álava ha vinto il concorso il 3 dicembre 2011 presso il Teatro dell'università delle Filippine a Diliman, Quezon City nelle Filippine. Grazie al titolo, la modella è diventata portavoce per Miss Earth Foundation e per il programma delle Nazioni Unite per l'Ambiente (UNEP).